# Mehrzweckkraftwagen

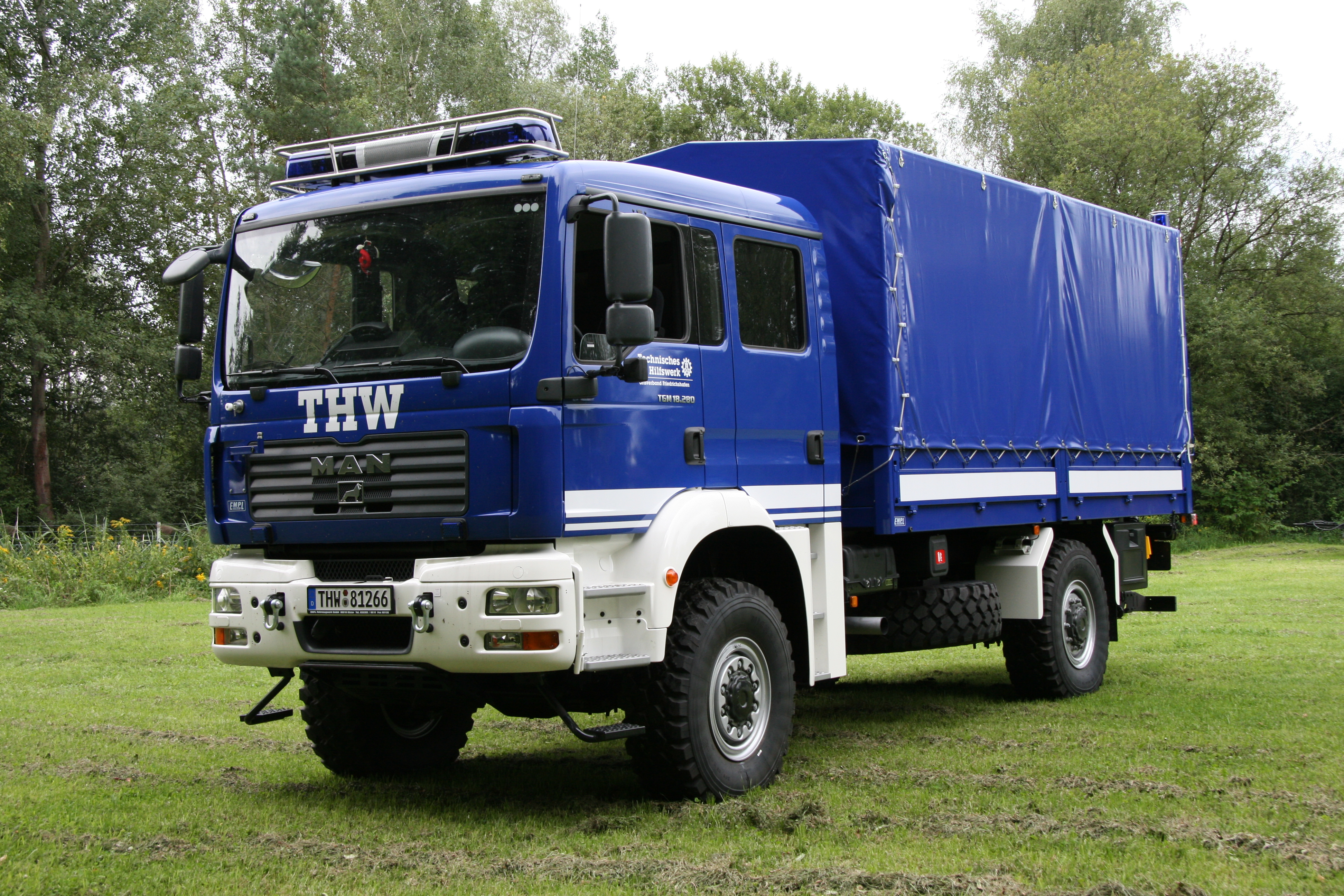
Mehrzweckkraftwagen (zweite Generation, MAN TGM 18.280)

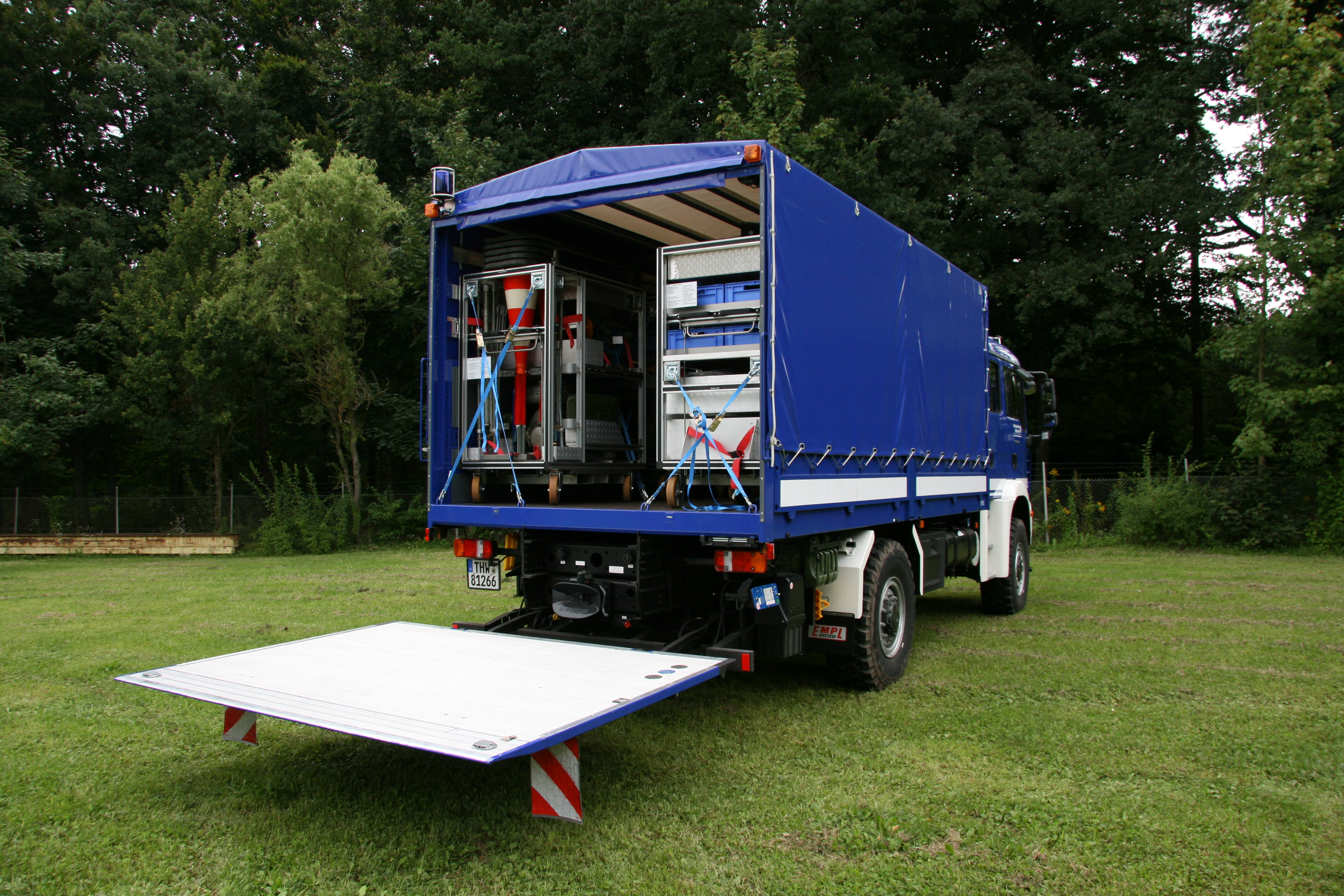
Mehrzweckkraftwagen mit offener Ladebordwand (zweite Generation)

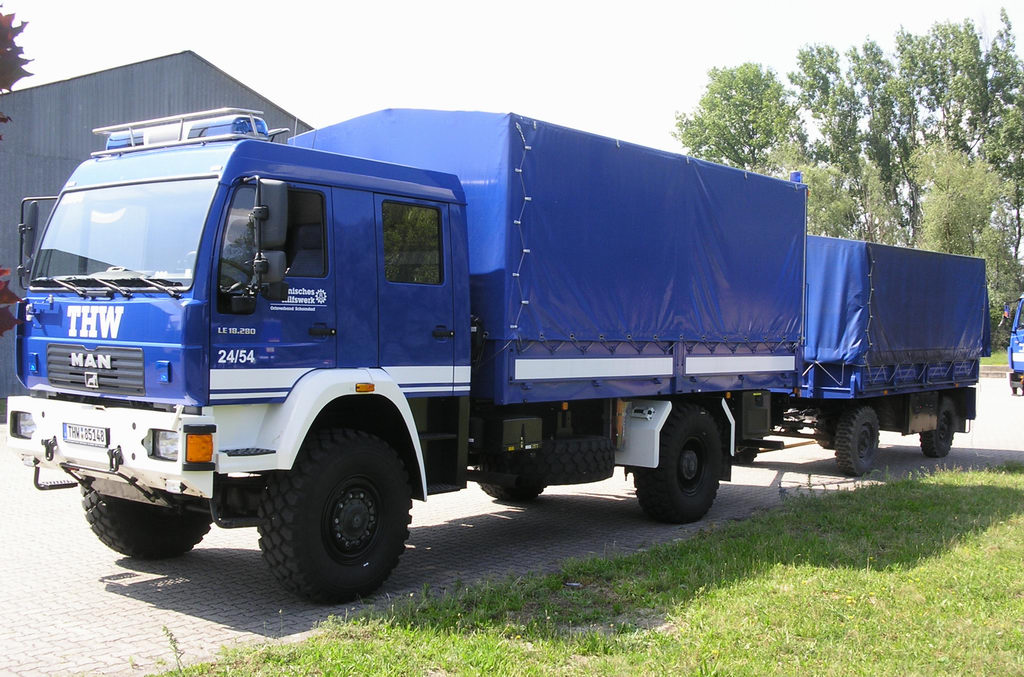
Mehrzweckkraftwagen (erste Generation, MAN LE 18.280)

Der Mehrzweckkraftwagen (MzKW) ist ein Einsatzfahrzeug des Technischen Hilfswerks (THW), das als Fahrzeug der Fachgruppe Notversorgung und Notinstandsetzung des Technischen Zuges eingesetzt wird. Seit dem Jahr 2020 werden als Nachfolgefahrzeuge Mehrzweckgerätewagen (MzGW) eingesetzt. 

## Fahrzeug und Ausstattung
Es handelt sich um geländegängige Lkw mit Doppelkabine und Ladebordwand, in der aktuellen Serie Fahrzeuge des Typs MAN TGM 18.290 (vorher TGM 18.280 und LE 18.280). Die Beladung erfolgt in bis zu acht Rollwagen. Diese Bauweise wurde gewählt, da sie kostengünstiger und flexibler ist als ein fester Aufbau wie bei den bisher für diesen Zweck verwendeten Gerätekraftwagen. Die Ladung kann mit der Ladebordwand sehr schnell abgesetzt werden, womit dann ein äußerst geräumiges und geländegängiges Transportfahrzeug auch für sperrige Güter zur Verfügung steht. Das zulässige Gesamtgewicht des MzKW beträgt 16 Tonnen.
Der Inhalt der Rollwagen ist auch dann gut erreichbar, wenn sie auf der Ladefläche verspannt sind. 
Die einzelnen Wagen sind thematisch sortiert:
- Pumpen
- Atemschutz und Absturzsicherung
- Kettensägen und Elektroverteilung
- Stromerzeugung und Beleuchtung
- bewegen von Lasten
- sowie einen Werkstattwagen mit Schweißgerät

Sind nur sechs Rollcontainer verladen, kann jeder einzelne Rollcontainer abgeladen werden, ohne andere Rollcontainer bewegen zu müssen. Das Fahrzeug sollte zur Be- und Entladung einzelner Rollwagen auf festem, waagerechtem Untergrund stehen. Dies ist in der Mehrzahl der Einsätze gegeben (Straße).
Die Fahrzeuge wurden maßgebend in zwei Ortsverbänden erprobt. Im OV Sinzig wurde ein MAN LE 10.220 erprobt, im OV Siegen ein IVECO Tector 100E21. Der IVECO konnte sich aufgrund seiner geringeren Nutzlast und der kleineren Ladefläche nicht durchsetzen.
Die Fahrzeuge werden seit dem Jahr 2006 für das THW beschafft.
Die Ausstattung umfasst:
- Stromerzeuger
- Beleuchtungsausstattung
- Verkehrssicherungssatz
- Atemschutzgeräte
- Sanitätsausstattung
- Seile, Ketten, Anschlagmittel
- Greifzug
- Hydraulikheber
- Kettenzüge
- umfangreiche Werkstattausstattung
- Tauchpumpe
- Schläuche
- Motor- und Elektrosäge

## Beschaffungskosten
Die Beschaffungskosten eines MzKW in genannter Ausstattung und Generation betragen jeweils 105.000 Euro. Zusätzlich fallen weitere Kosten für die Beschaffung der zu verlastenden Einsatzausstattung an. Weil der MzKW in der Regel ein älteres Fahrzeug (GKW 2) im jeweiligen Ortsverband ersetzt, können die Einsatzgeräte direkt ausgetauscht werden, um weitere Kostenbelastungen der Bundesanstalt zu minimieren.